# СС Бриндизи
СС Бриндизи (SS Brindisi) је био Италијански брод поринут 25. фебруара 1895. године. Његова дужина је била 62,63 метара а ширина 8,40 метара. Носивост је била 893 тоне. Пловио је на јужном делу Јадранског мора као поштански брод.

## Потонуће
6. јануара 1916. године на Бадњи дан брод је испред острва Свети Јован у Албанији налетео на мину и потонуо око 8 ујутро. На броду је било Личана, Црногораца и Срба. Око 450 је погинуло а око 150 се спасило (никада није утврђено). Црногорци су ту несрећу прозвали "Црногорски Титаник" због тога што је највише Црногораца погинуло.